# Seznam ameriških filmskih producentov
Seznam ameriških filmskih producentov in producentk.

## A
Jim Abrahams - Jack Abramoff - Maurice Adler - Alan Ladd mlajši - Samuel Z. Arkoff - Robert Arthur (filmski producent) - Sean Astin - Paul Attanasio - James T. Aubrey mlajši - 

## B
Ross Bagdasarian mlajši - Drew Barrymore - David Begelman - Lawrence Bender - Harve Bennett - Justin Berfield - Walter Bernstein - J. Stuart Blackton - Charles Brackett - Albert R. Broccoli - Barbara Broccoli - Richard Brooks - David Brown (producent) - Jerry Bruckheimer - Sidney Buchman - 

## C
Kat Candler - Frank Capra mlajši - John Carpenter - Allan Carr - Chris Carter (scenarist) - William Castle - Hal E. Chester - Lionel Chetwynd - Jack Clement - Bruce Cohen - Herman Cohen - Larry Cohen - Rob Cohen - Merian Caldwell Cooper - Roger Corman - Ellie Cornell - Wes Craven - Leanna Creel - Michael Crichton - Tom Cruise - Shamus Culhane -

## D
Frank Darabont - Damon Dash - John Davis (ameriški producer) - Mitch Davis - Cecil B. DeMille - Jonathan Demme - Ted Demme - Johnny Depp - Walt Disney - Richard Donner - Warren B. Duff - Richard Dutcher - Allan Dwan - 

## E
Roland Emmerich - Cy Endfield - Samuel G. Engel - Nora Ephron -

## F
Peter Farrelly - Bobby Farrelly - Charles K. Feldman - Carl Foreman - Arthur Freed - David F. Friedman - Daniel Frohman - Randy Fullmer - 

## G
Martin Gabel - Sid Ganis - William Goetz - Leonard Goldberg - Gary Goldman - Akiva Goldsman - Samuel Goldwyn mlajši - Stuart Gordon - Brian Grazer - David Wark Griffith - James William Guercio - Charles Guggenheim - Davis Guggenheim -

## H
Mark Hellinger - Brian Henson - Jim Henson - Herschell Gordon Lewis - Debra Hill - David Horsley - Howard Hughes - Holly Hunter

## J
Sam Jaffe (producent) - Nunnally Johnson - Rian Johnson - Angelina Jolie - Jon Landau (filmski producent) - F. Richard Jones - Spike Jonze -

## K
Lawrence Kasdan - Jeffrey Katzenberg - Sam Katzman - Kathleen Kennedy (filmski producent) - Rory Kennedy - Zalman King - Stanley Kubrick - 

## L
Carl Laemmle - John Landis - Sherry Lansing - Jesse L. Lasky - Lawrence Lasker - Mervyn LeRoy - Spike Lee - Michael Legge (filmski ustvarjalec) - Henry Lehrman - Joseph E. Levine - Val Lewton - George Lucas - Sidney Luft - 

## M
Richard Maibaum - Terrence Malick - Joseph L. Mankiewicz - Michael Mann (filmski režiser) - Frank Marshall (filmski producent) - McG - Robert F. McGowan - Sam Mercer - Walter Mirisch - Gerald R. Molen - Scott Mosier - 

## N
Marv Newland - Fred Niblo - Edward Norton -

## O
Sidney Olcott - Barrie M. Osborne - Barry M. Osborne - Abe Osheroff - 

## P
Joe Pasternak - Jon Peters - Phil Tippett - Julia Phillips - Ingo Preminger - Edward R. Pressman -

## Q
Fred Quimby - 

## R
Bob Rafelson - Sam Raimi - Martin Ransohoff - Nikki Reed - Rob Reiner - Brad Renfro - Rick Schmidlin - Hal Roach - Jay Roach - Chris Roberts - Mark Robson - Louis de Rochemont - Ruth Roland - Tom Rosenberg - Herbert Ross - Robert Rossen -

## S
James Schamus - Dore Schary - Aubrey Schenck - B.P. Schulberg - Joel Schumacher - Adrian Scott - Eddie Selzer - David O. Selznick - Lewis J. Selznick - Myron Selznick - Mack Sennett - Nell Shipman - Joel Silver - Don Simpson - Tina Sinatra - Edward Small - Steven Spielberg - John M. Stahl - James Szalapski - 

## T
Ned Tanen - Irving Thalberg - Tiffani Thiessen - Betty Thomas -

## U
Charles Urban - 

## V
Vince Vaughn - 

## W
Jerry Wald - Hal B. Wallis - Walter Wanger - Fred Ward - Marlon Wayans - Jack Webb - Robert B. Weide - Bob Weinstein - Harvey Weinstein - Jerry Weintraub - David Weisbart - Michael G. Wilson - Irwin Winkler - Ralph Winter - Doris Wishman - Sol M. Wurtzel -

## Y
Herbert Yates - Brian Yuzna - 

## Z
Steven Zaillian - Richard D. Zanuck - Darryl F. Zanuck - Edward Zwick - 